# João Batista e Renato Lego
João Batista e Renato Lego foram irmãos padres e mártires franceses que, durante a Revolução Francesa, depois de terem se recusado a prestar o juramento imposto ao clero, foram guilhotinados no dia 1 de janeiro de 1794.
Nasceram ambos em La Flèche, na diocese de Angers, Renato no dia 5 de outubro de 1764 e João Batista em 13 de maio de 1766.